# Pürewdordschiin Serdamba
Pürewdordschiin Serdamba (mongolisch Пүрэвдоржийн Сэрдамба; englisch; Pürevdorjiin Serdamba; auch Purevdorj Serdamba; * 18. April 1985 in Ulaanbaatar) ist ein ehemaliger mongolischer Boxer. 

## Erfolge
Pürewdordschiin Serdamba begann im Jahr 2000 mit dem Boxsport. Er wurde 2003 und 2004 Mongolischer Jugendmeister, sowie 2005, 2006, 2007 und 2011 Mongolischer Meister bei den Erwachsenen.
Er gewann Bronze bei den World University Championships 2006 in Almaty und Gold bei den Asienmeisterschaften 2007, wobei er im Finale Zhou Shiming besiegte.
Durch das Erreichen des Finales bei der asiatischen Qualifikation in Astana, hatte er sich für die Olympischen Spiele 2008 in Peking qualifiziert. Bei Olympia erreichte er mit Siegen gegen Ronald Serugo, Luis Yáñez, Amnat Ruenroeng und Yampier Hernández das Finale, wo er durch verletzungsbedingten Abbruch gegen Zhou Shiming verlor und die Silbermedaille gewann.
Bei den Weltmeisterschaften 2009 in Mailand setzte er sich gegen Miroslav Kovács, Paulo Carvalho, Howhannes Danieljan, Li Jiazhao und Dawid Airapetjan durch, wodurch er der erste Boxweltmeister der Mongolei wurde. Eine weitere Goldmedaille gewann er bei den World University Championships 2010 in Ulaanbaatar, wobei ihm unter anderem ein Sieg gegen Łukasz Maszczyk gelang.
Als Teilnehmer der Weltmeisterschaften 2011 in Baku siegte er gegen Thomas Essomba, Ceiber Ávila und Yosvany Veitía, verlor im Halbfinale gegen Shin Jong-hun und errang damit eine Bronzemedaille. Durch diesen Erfolg war er für die Olympischen Spiele 2012 in London qualifiziert, wo er im Achtelfinale mit 11:16 gegen Devendro Singh ausschied.